# 奧梅利亞尼夫卡 (馬林區)
50°54′2″N 29°6′24″E / 50.90056°N 29.10667°E
奧梅利亞尼夫卡（烏克蘭語：Омелянівка），是烏克蘭北部的村莊，隸屬日托米爾州的科羅斯滕區。該村始建於十七世紀，面積0.28平方公里，海拔高度175米，2001年人口10，人口密度每平方公里35.84人。